# Kobresia yangii
Kobresia yangii är en halvgräsart som beskrevs av S.R.Zhang. Kobresia yangii ingår i släktet sävstarrar, och familjen halvgräs. Inga underarter finns listade i Catalogue of Life.